# Nhôn Mai
Nhôn Mai là một xã thuộc tỉnh Nghệ An, Việt Nam. Xã được hình thành trên cơ sở sáp nhập xã Mai Sơn và xã Nhôn Mai của huyện Tương Dương trong đợt Sáp nhập tỉnh thành Việt Nam 2025.

## Địa lý
Xã Nhôn Mai có vị trí địa lý:
- Phía Đông giáp xã Hữu Khuông và xã Tri Lễ;
- Phía Nam giáp xã Lượng Minh;
- Phía Tây giáp xã Mỹ Lý và xã Mường Lống;
- Phía Bắc giáp nước CHDCND Lào.

Xã Nhôn Mai có diện tích tự nhiên 310,26 km².

## Hành chính và tên gọi
Xã Nhôn Mai được thành lập theo Nghị quyết số 1678/NQ-UBTVQH15 của Ủy ban Thường vụ Quốc hội Việt Nam, ban hành ngày 16 tháng 6 năm 2025. Theo đó, sắp xếp toàn bộ diện tích tự nhiên, quy mô dân số của xã Mai Sơn và xã Nhôn Mai thuộc huyện Tương Dương trước đây thành một xã mới có tên gọi là xã Nhôn Mai.
Trước đó, theo Đề án sắp xếp đơn vị hành chính cấp xã tỉnh Nghệ An, xã này là xã Tương Dương 9.
Sau sắp xếp xã có diện tích tự nhiên: 310,26 km², quy mô dân số: 7.060 người.